# Карл-Гайнц Радшинскі
Карл-Гайнц Радшинскі (нім. Karl-Heinz Radschinsky, 23 липня 1953) — німецький важкоатлет.
Олімпійський чемпіон 1984 року в середній вазі.
Бронзовий призер Чемпіонату Європи 1980 року в легкій вазі.